# Comuna Kamnik
Kamnik (Občina Kamnik) este o comună din Slovenia, cu o populație de 26.477 de locuitori (2002).

## Localități
Bela Peč, Bela, Bistričica, Brezje nad Kamnikom, Briše, Buč, Cirkuše v Tuhinju, Češnjice v Tuhinju, Črna pri Kamniku, Črni Vrh v Tuhinju, Gabrovnica, Godič, Golice, Gozd, Gradišče v Tuhinju, Hrib pri Kamniku, Hruševka, Jeranovo, Kališe, Kamnik, Kamniška Bistrica, Klemenčevo, Kostanj, Košiše, Kregarjevo, Krivčevo, Kršič, Laniše, Laseno, Laze v Tuhinju, Liplje, Loke v Tuhinju, Mali Hrib, Mali Rakitovec, Markovo, Mekinje, Motnik, Nevlje, Okrog pri Motniku, Okroglo, Oševek, Pirševo, Podbreg, Podgorje, Podhruška, Podjelše, Podlom, Podstudenec, Poljana, Poreber, Potok v Črni, Potok, Praproče v Tuhinju, Pšajnovica, Ravne pri Šmartnem, Rožično, Rudnik pri Radomljah, Sela pri Kamniku, Sidol, Smrečje v Črni, Snovik, Soteska, Sovinja Peč, Spodnje Palovče, Spodnje Stranje, Srednja vas pri Kamniku, Stahovica, Stara Sela, Stebljevek, Stolnik, Studenca, Šmarca, Šmartno v Tuhinju, Špitalič, Trebelno pri Palovčah, Trobelno, Tučna, Tunjice, Tunjiška Mlaka, Vaseno, Velika Lašna, Velika Planina, Veliki Hrib, Veliki Rakitovec, Vir pri Nevljah, Vodice nad Kamnikom, Volčji Potok, Vranja Peč, Vrhpolje pri Kamniku, Zagorica nad Kamnikom, Zajasovnik, Zakal, Zavrh pri Črnivcu, Zduša, Zgornje Palovče, Zgornje Stranje, Zgornji Motnik, Zgornji Tuhinj, Znojile, Žaga, Žubejevo, Županje Njive